# Bombylius discolor
Bombylius discolor är en tvåvingeart som beskrevs av Mikan 1796. Bombylius discolor ingår i släktet Bombylius och familjen svävflugor. Arten har ej påträffats i Sverige. Inga underarter finns listade i Catalogue of Life.

## Bildgalleri

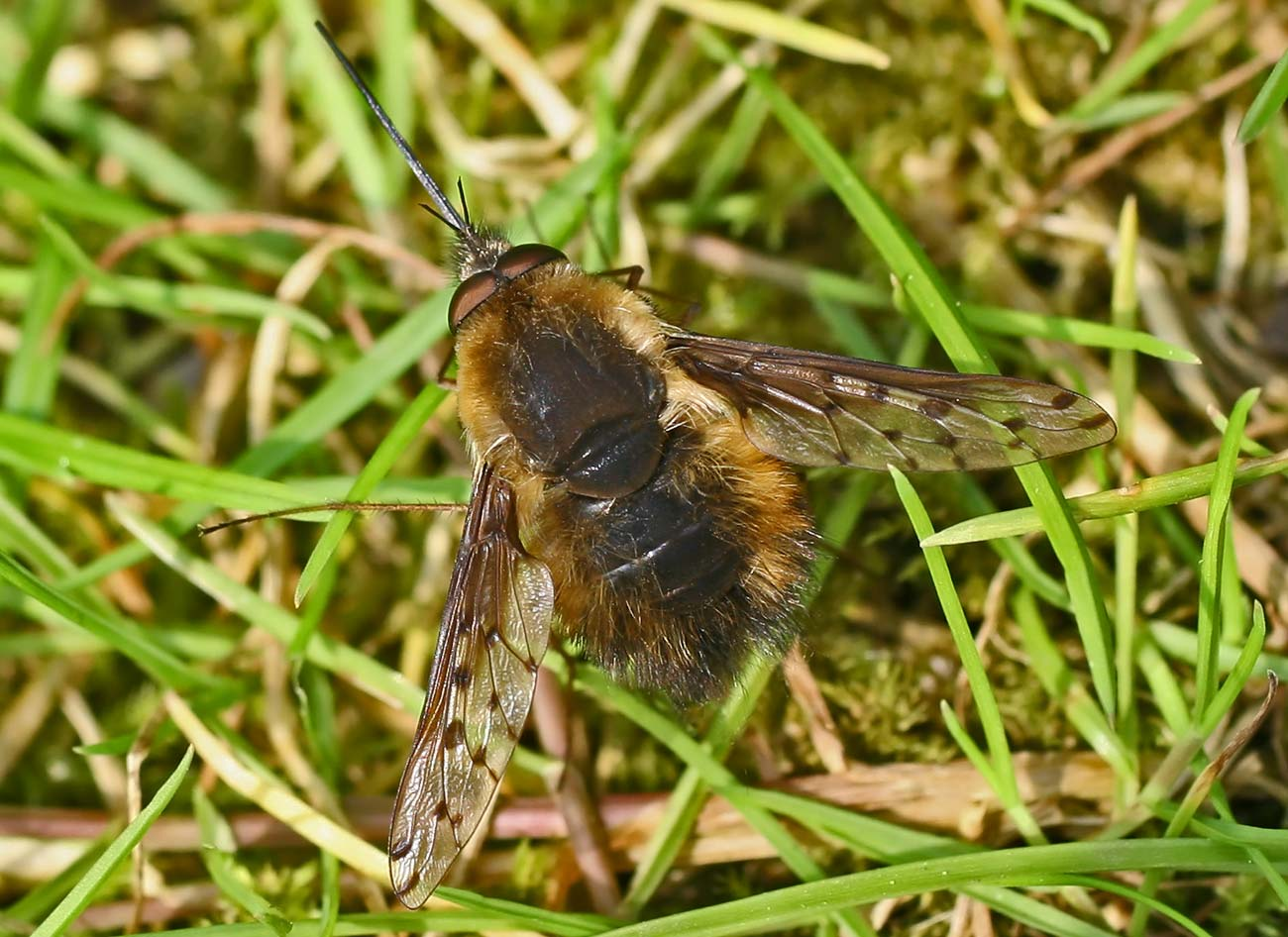
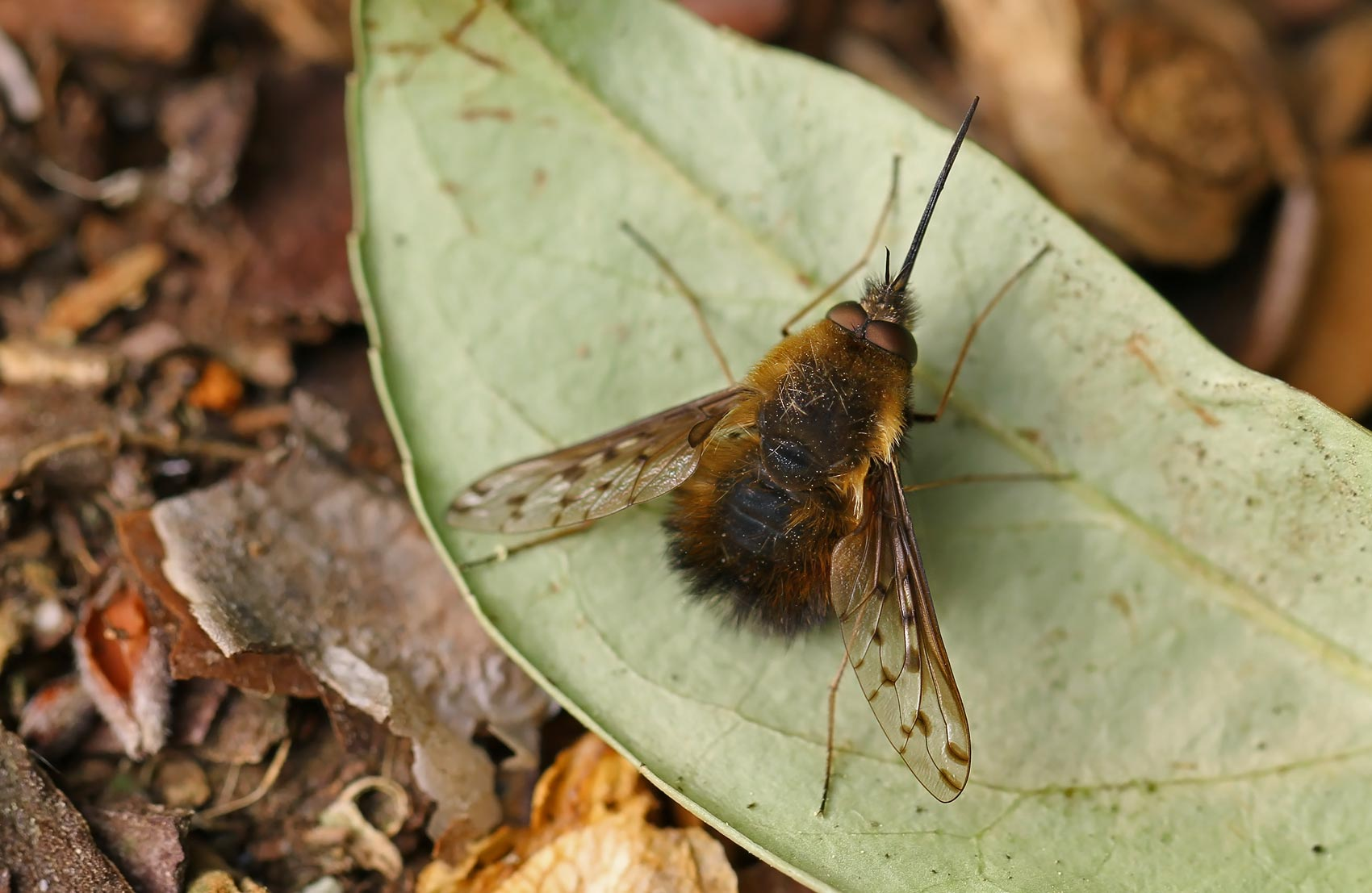
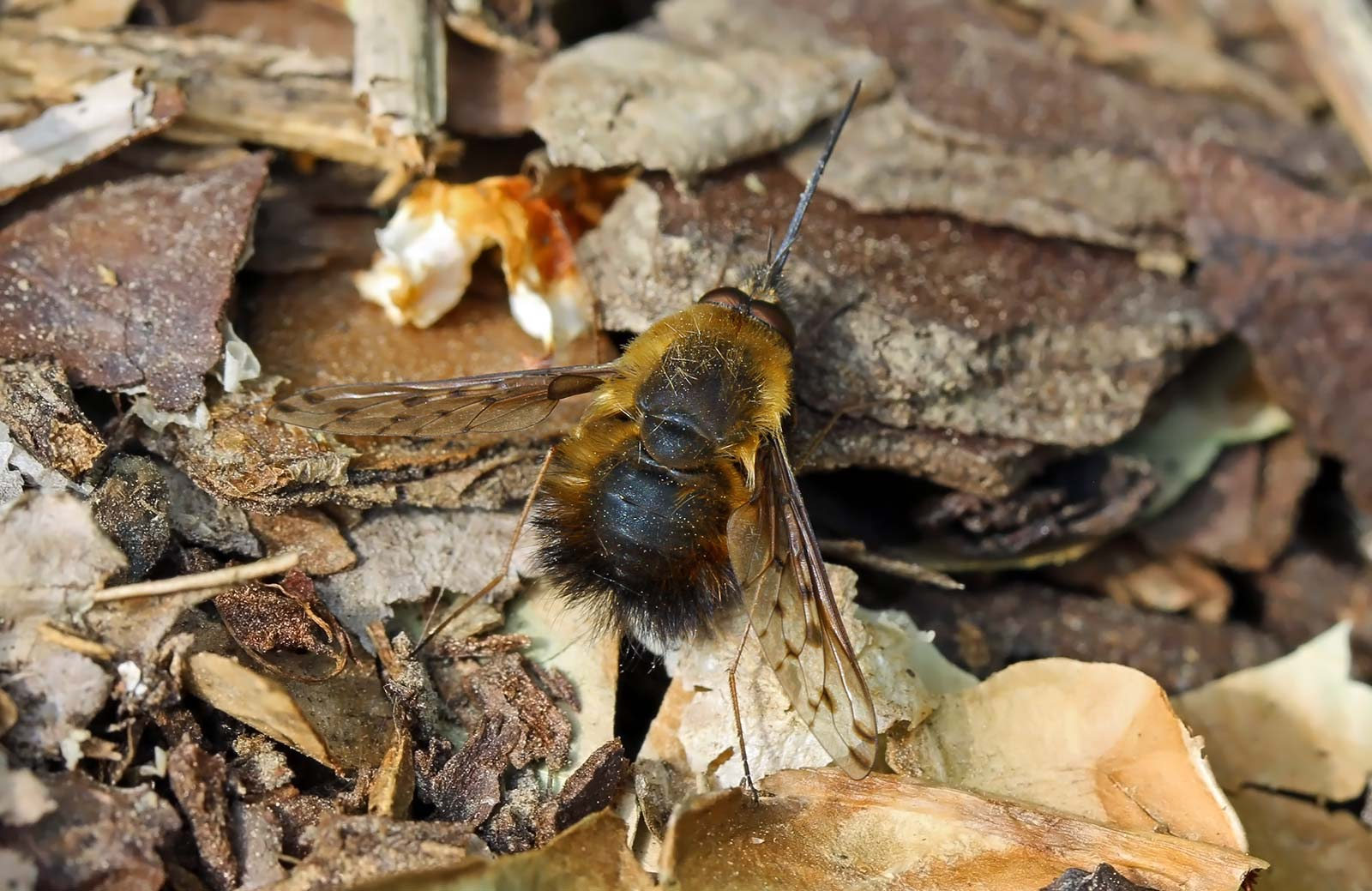